# 库什 (索恩-卢瓦尔省)
库什（法語：Couches，法語發音：[kuʃ]）是法国索恩-卢瓦尔省的一个市镇，属于欧坦区。

## 地理
库什（46°52'11"N, 4°34'21"E）面积19.52 平方千米，位于法国勃艮第-弗朗什-孔泰大區索恩-卢瓦尔省，该省份为法国中部省份，北起顺时针与科多尔省、汝拉省、安省、罗讷省、卢瓦尔省、阿列省和涅夫勒省接壤。
与库什接壤的市镇（或旧市镇、城区）包括：德拉西莱库什、代讷维、圣埃米朗、圣让德特雷济、圣马丹德科米讷、圣莫里斯莱库什、圣皮埃尔德瓦雷讷、圣塞尔南迪普兰。

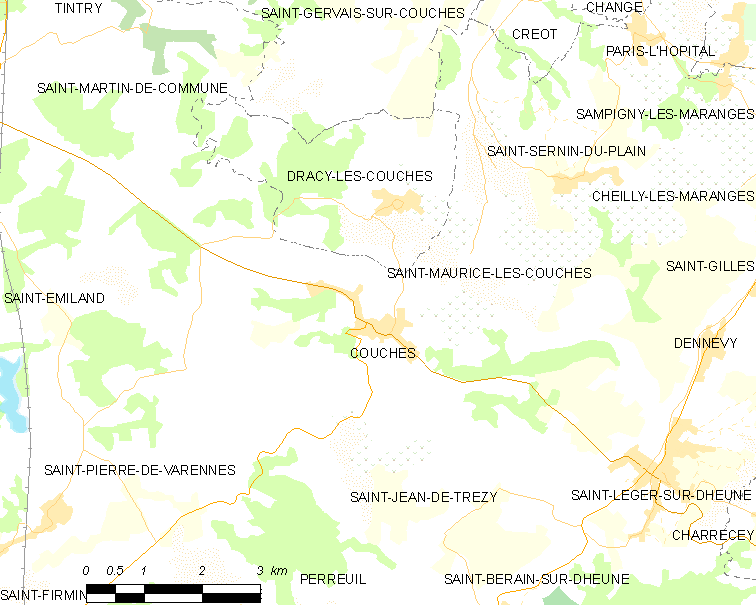
的OSM定位图

库什的时区为UTC+01:00、UTC+02:00（夏令时）。

## 行政
库什的邮政编码为71490，INSEE市镇编码为71149。

## 政治
库什所属的省级选区为沙尼县。

## 人口

1962-2008年间人口变化图示

库什于2022年1月1日时的人口数量为1211人。